# Развлечение (фильм)
«Развлечение» (англ. Amusement) — фильм ужасов 2008 года режиссёра Джона Симпсона.

## Сюжет
Табита, Шелби и Лиза вынуждены расплачиваться за случай, произошедший во время их учёбы в школе. Незнакомец решает отомстить им и собирает в палате, которая напоминает тюремную камеру… Психопат, получающий удовольствие от крови и убийства, пойдёт до конца, чтобы его подруги Табита, Шелби и Лиза, которые учились вместе с ним в школе, разделили его мнение.

## В ролях
| Актёр             | Роль                |
| ----------------- | ------------------- |
| Кейр О’Доннелл    | The Laugh           |
| Кэтрин Винник     | Табита              |
| Лаура Брекенридж  | Шелби               |
| Джессика Лукас    | Лиза                |
| Тэд Хильдженбринк | Роб                 |
| Рид Скотт         | Дэн                 |
| Рина Оуэн         | психиатр            |
| Кевин Гейдж       | Тритон              |
| Джейдин Гулд      | Шелби в детстве     |
| Шауна Диггинс     | женщина в грузовике |
| Престон Бэйли     | Макс                |
| Бреннан Бэйли     | Дэнни               |